# لوسيت عريض
اللوسيت العريض (الاسم العلمي: Lecythis ampla) هو نوع من النباتات يتبع جنس اللوسيت من الفصيلة اللوسيتية. تم وصف هذا النوع من النبات علمياً لأول مرة من قبل جون ميرز سنة 1874. ولهذا النوع من النبات أسماء شائعة محلية أخرى هي كوكو وأولا دي مونو Olla de mono وجيكارو jicaro وساليرو salero. يتوجد في أمريكا الوسطى والجنوبية وقد اعتبر ذلك من الأنواع المهددة بالانقراض في كوستاريكا (IUCN، 1988).

## التوزيع
اللوسيت العريض يستوطن في أمريكا الوسطى من نيكاراغواإلى الإكوادور والبرازيل. وهو شائع في الغابات الرطبة على منحدرات المحيط الأطلسي في نيكاراغوا وكوستاريكا وبنما ويوجد بالقرب من ساحل المحيط الهادئ في الإكوادور ووديان كاوكا وماغدالينا في كولومبيا.

## الاستخدامات
هذا النبات له خشب نُّسْغ ليفي وذو لون قشدي،أما القلب الخشبي الصلب فهو بني داكن للأشجار المقطوعة حديثاً وبني محمر عندما يجف. الخشب مقاوم للافقاريات البحرية الثاقبة ويستخدم لبناء السفن والجسور والبناء العام والبحري. كما أنه يستخدم في صنع الأثاث ومقابض الأدوات والأعمدة. لحاء هذا الشجر يمكن أن يستخدم في الدباغة وله العديد من الاستخدامات الأخرى. البذور يمكن أن تؤكل ولكن الاستهلاك المفرط يسبب فقدان الشعر. كما أنها تستخدم في شمال كوستاريكا لصنع الحلويات والكرامل. أما في بنما فتستخدم في الطب الشعبي لعلاج الالتهاب الرئوي والإسهال.